# Ferdinand Schur

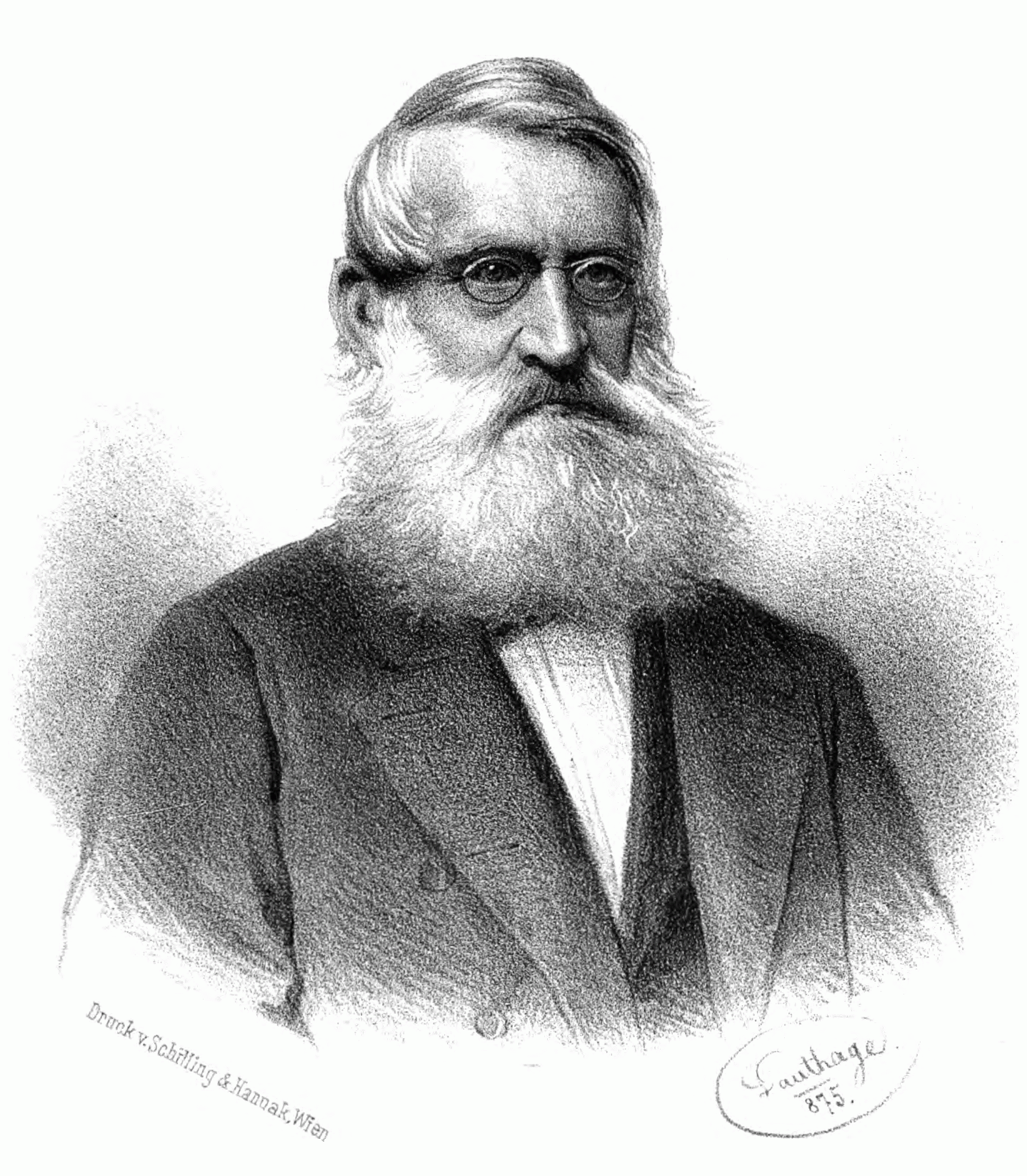
Ferdinand Schur (Lithographie von Adolf Dauthage, 1875)

Philipp Johann Ferdinand Schur (* 18. Februar 1799 in Königsberg; † 27. Mai 1878 in Bielitz, Österreichisch-Schlesien) war ein ostpreußischer, deutsch-k. k. österreichischer Botaniker, Chemiker und Fabrikant.
Sein botanisches Autorenkürzel lautet „Schur“.

## Leben und Werk
Schur wuchs als Sohn eines Knopfmachermeisters auf. Mit zehn Jahren trat er in das Kneiphof’sche Dom-Gymnasium ein. Als dieses in eine höhere Bürgerschule umgestaltet wurde, beabsichtigte er, sich privat auf die akademische Studentenprüfung vorzubereiten. Die finanziellen Möglichkeiten der Familie reichten dazu aber nicht aus. Schur wählte nun die Pharmazie zum Beruf und trat als Lehrling in die Wegener’sche Apotheke zu Gerdauen ein. In seiner Lehrzeit legte er schon ein Herbarium von 600 Pflanzen an. 1819 legt er die Gehilfenprüfung ab und arbeitet noch bis 1826 in dieser Apotheke. Von 1821 an lebte er wieder in Königsberg und wechselte nach seinen finanziellen Möglichkeiten zwischen der Gehilfenstelle und dem Studium. Schur hatte an der Königsberger und der Berliner Universität fünf Jahre Pharmazie, Chemie in allen Disziplinen, Physik, Mineralogie, Zoologie, Botanik und Philosophie studiert. Er studierte in Königsberg unter anderem bei Friedrich Dulk, Ernst Meyer und Friedrich Burdach; in Berlin bei Alexander von Humboldt, Eilhard Mitscherlich und Sigismund Friedrich Hermbstädt. Er beendete 1831 sein Studium als Apotheker 1. Klasse und wurde 1835 an der Universität Jena promoviert. Im Anschluss bot Schur Privatunterricht in Chemie, chemischer Analyse, Pharmazie und Botanik an.
1831 ging Schur als Direktor einer chemischen Fabrik nach Liesing bei Wien. Er vertiefte sich jetzt in chemisch-technische Studien, blieb aber der Botanik verbunden. Er wurde in der Folge Mitarbeiter der Österreichischen botanischen Zeitschrift. Schur gründete 1839 eine chemische Fabrik in Inzersdorf am Wienerberg, bei der der wirtschaftliche Erfolg wie bei einigen folgenden Unternehmen ausblieb. Schur siedelte sich in Pressburg und St. Georgen in Ungarn an. 1845 übernahm Schur für acht Jahre die Direktion einer chemischen Fabrik in Hermannstadt in Siebenbürgen.
Im Auftrag des damaligen Gouverneurs von Siebenbürgen, Fürst Karl zu Schwarzenberg, reiste Schur 1853 durch das Siebenbürgener Land, um seine Forschungen durch eine naturwissenschaftliche, eigentlich botanische Rundreise auf Staatskosten abzuschließen. Begleitet wurde er dabei von dem jungen Naturforscher Eduard Albert Bielz (1827–1898). Der umfassende Reisebericht wurde 1859 veröffentlicht. Auf seinen zahlreichen Exkursionen legte Schur ein über 50.000 Pflanzenbelege umfassendes Herbarium an, das ihm als Grundlage für seine wissenschaftlichen Arbeiten diente.
1854 kehrte Schur nach Wien zurück und lebte von 1872 an in Brunn am Gebirge. 1876 zog er zu seinem Sohn, der in Bielitz eine Pfarrei übernommen hatte. Dort starb er an den Folgen einer Lungenentzündung.

Von Ferdinand Schur beschriebene Pflanzen
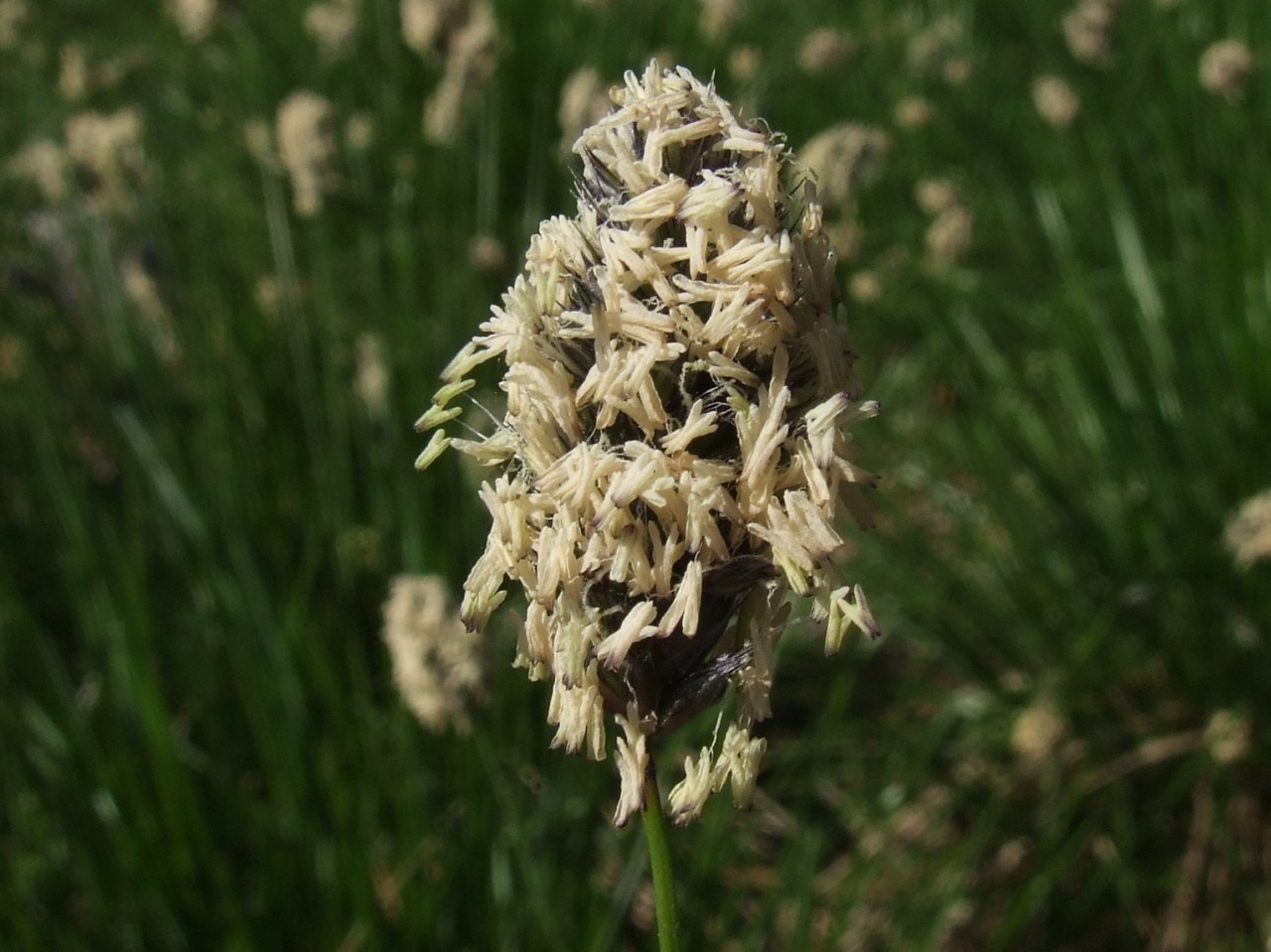
Sesleria heufleriana Schur
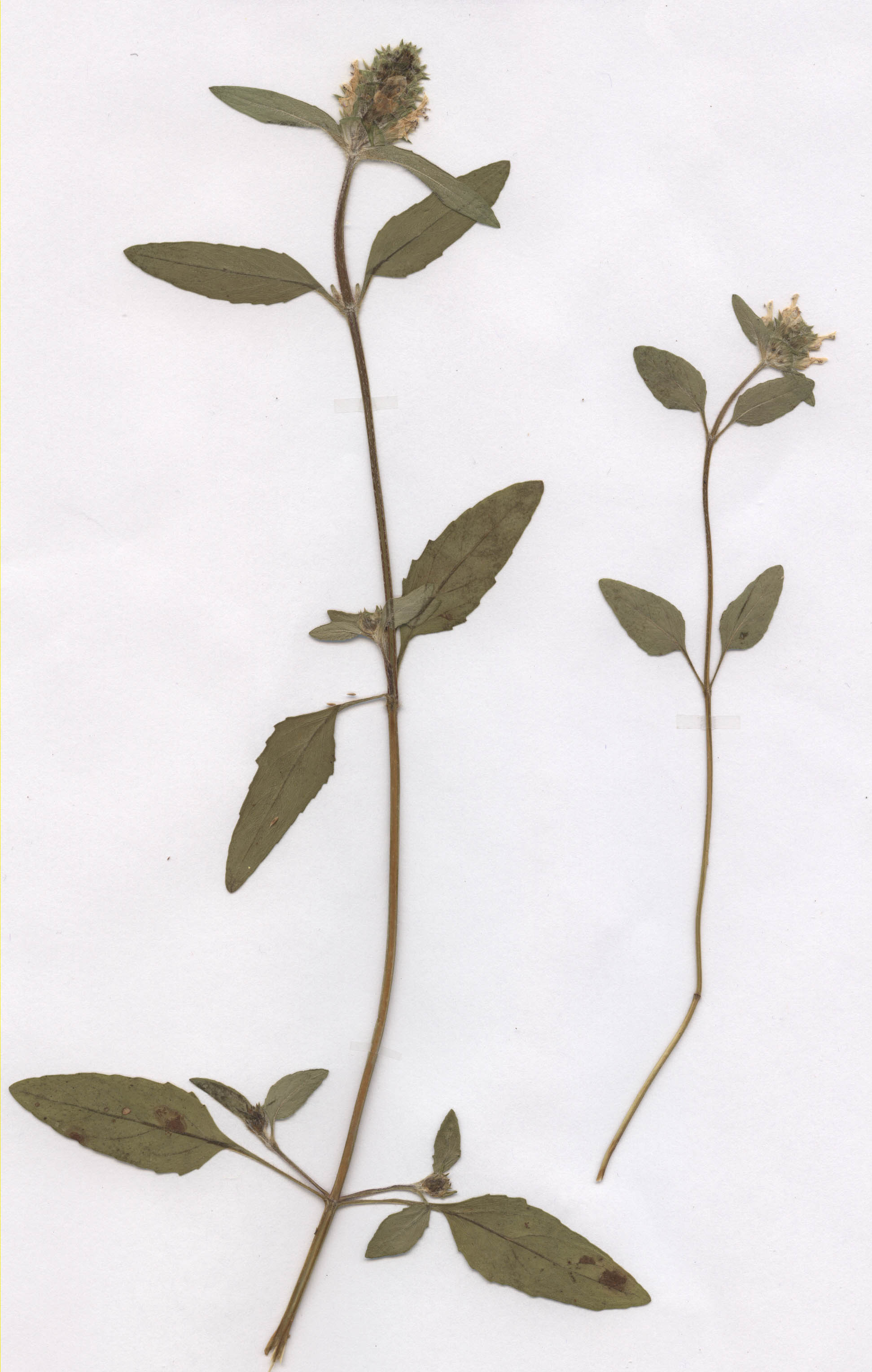
Prunella vulgaris f. leucantha Schur
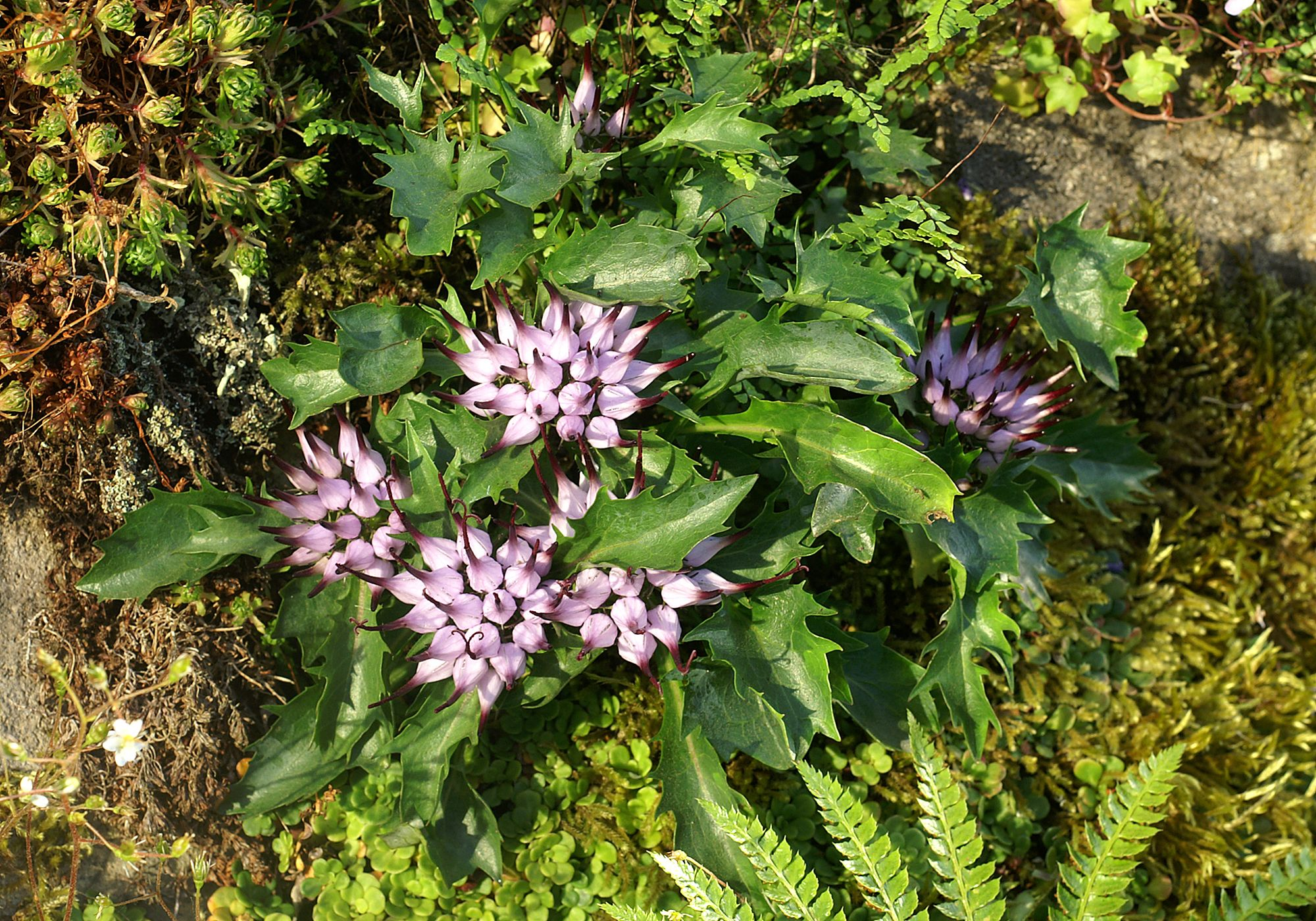
Physoplexis comosa (L.) Schur
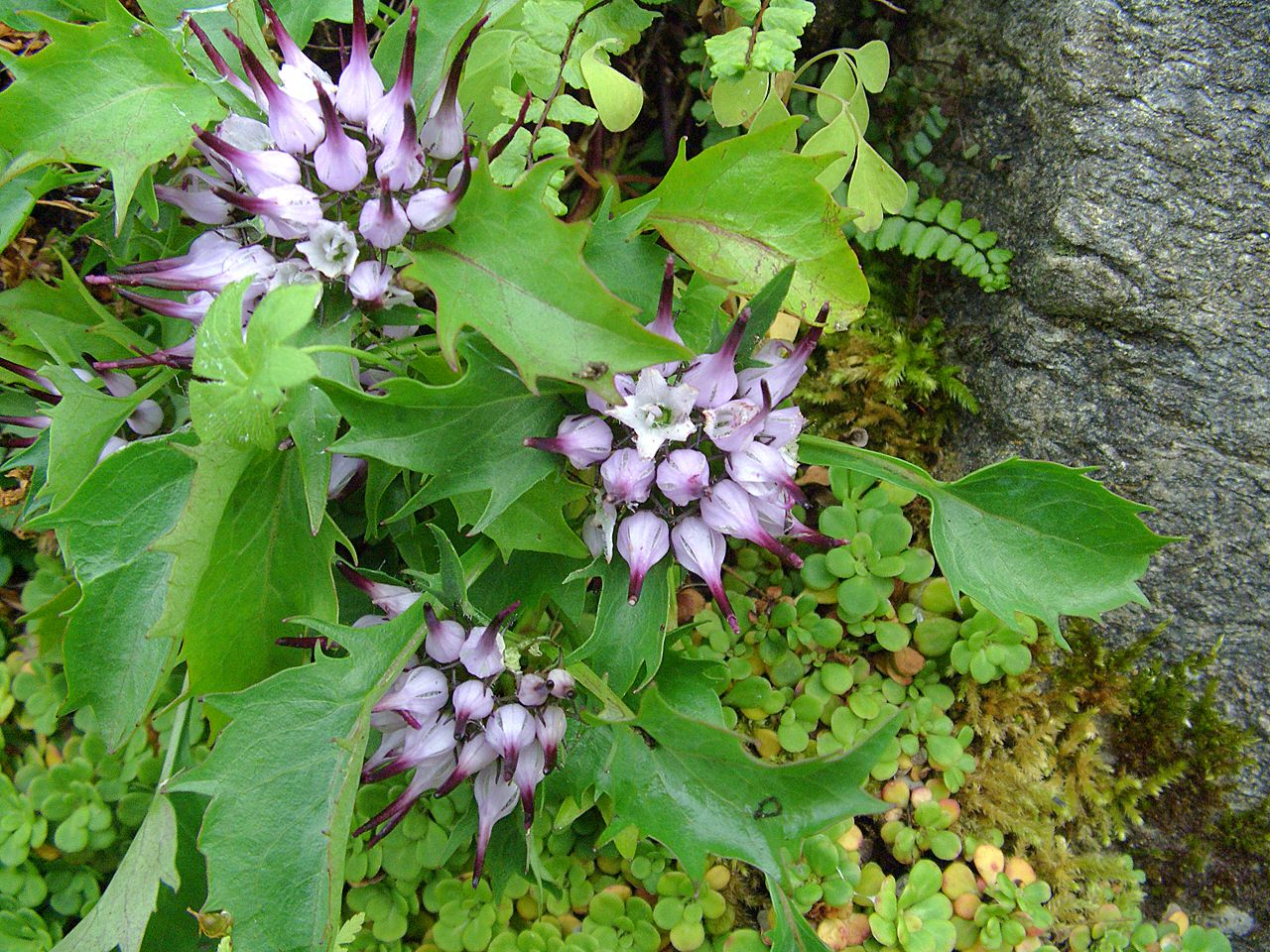
Physoplexis comosa (L.) Schur